# Sandy dai mille colori
Sandy dai mille colori (魔法のアイドルパステルユーミ?, Mahō no aidoru Pasuteru Yūmi, lett. "L'idolo della magia Pastel Yumi") è un anime mahō shōjo, prodotto dallo Studio Pierrot e trasmesso in Giappone su Nippon Television tra il marzo e l'agosto 1986. In Italia è stato trasmesso su Italia 1 tra il gennaio e il marzo 1987. La serie gode anche di una trasposizione manga, distribuita dalla Shogakukan parallelamente alla trasmissione.
Sandy dai mille colori (Mahō no idol Pastel Yumi) è la quarta serie della saga delle maghette dello Studio Pierrot, ed è preceduta da Magica magica Emi (Mahō no star Magical Emi) e seguita da Fancy Lala (Mahō no stage Fancy Lala).

## Trama
(Formula magica di Pastel Yumi/Sandy)
Figlia di due giovani fiorai, Yumi Hanazono (Sandy, in Italia), è una simpatica bambina amante dei fiori. A scuola non è certo la prima della classe, ma ama disegnare, e sogna di diventare mangaka. Il giorno del Carnival Flower, la festa annuale della sua città, la ragazzina dopo essere riuscita per caso a non fare recidere un dente di leone, riceve la visita di due folletti provenienti dalla Terra dei Fiori: Kashimaru e Kakimaru (Pico e Paco in Italia). Le due buffe creature pelose simili a due gatti, rimanendo colpite dal grande affetto di Yumi per i fiori, regalano alla bambina una bacchetta e un ciondolo fatati con i quali potrà disegnare nel vuoto qualsiasi cosa o animale che poi si materializza.
I poteri mostreranno però subito i loro limiti creando non poche disavventure alla protagonista: ogni elemento disegnato, infatti, svanisce dopo un certo tempo trasformandosi in tanti petali, il tutto anticipato dal lampeggiare del medaglione della protagonista, non può essere ripetuto più di una volta e non può essere fatto un nuovo disegno senza che prima sia scomparso il precedente.
Alla vita della protagonista si affiancheranno quelle del suo compagno di classe Kenta Misawa (Ciccio), che ha un fratello maggiore Kyōhei (Roby), affascinante ragazzo che lavora come commesso presso il negozio degli Hanazono e della buffa signora Fukurokōji (Trudy), ricca e allergica ai fiori; sempre affiancata dal fido maggiordomo Saburo Kunimitsu (Carmelo).
Dopo numerose e variopinte avventure, l'intero gruppo si immerge in una calda estate fino a quando verso fine agosto, inizia a cadere misteriosamente sulla città una fitta neve. Mentre nessun meteorologo riesce a spiegare lo strano fenomeno, Yumi comincia a notare che la sua magia diventa sempre più debole. Parlando coi due folletti la bambina arriva a sapere che anche nella Terra dei Fiori sta nevicando e che è per questa ragione che i suoi disegni fatati non possono più prendere vita. Le due creature, seguite dalla bambina, decidono così di tornare nel loro mondo che sembra essere una dimensione parallela, legata inesorabilmente alla città di Yumi. Giunti nella misteriosa dimensione, una intera massa di folletti spiega alla protagonista che, senza saperne la ragione, la regina dei fiori, addormentandosi in un enorme tulipano, ha fatto cadere il loro mondo in un freddissimo inverno, stagione fino a quel momento inesistente, rischiando non solo di distruggere la loro terra ma anche la città di Yumi. L'unico modo per salvare entrambe le dimensioni sembra essere quello di risvegliare la regina con delle gocce argentate che appaiono sul monte dell'Alba al primo bagliore del sole; la ragazzina aiutata da tutti i protagonisti della serie, si mette così alla ricerca delle gemme, in una vera e propria avventura, che si concluderà con il risveglio della regina.
Alla fine della vicenda tutti i protagonisti si ritroveranno in un campo di tulipani della loro stessa città, quasi come se la Terra dei Fiori non fosse altro che l'intero microcosmo naturale della città di Yumi. Gli unici a non essere tornati indietro sembrano però essere proprio Keshimaru e Kakimaru, i quali spiegano telepaticamente alla ragazzina che non è conveniente che gli uomini sappiano dell'esistenza dei folletti e che per questo la devono salutare, lasciandole però come regalo i poteri magici per sempre.

## Personaggi
Yumi Hanazono (花園 ユーミ?, Hanazono Yūmi, in Italia Sandy)
Doppiata da: Mariko Shiga (ed. giapponese), Debora Magnaghi (ed. italiana)
La protagonista della serie. Bambina di 10 anni, allegra vispa ed estroversa, sogna di diventare una brava disegnatrice.
Keshimaru e Kakimaru (ケシ丸 と かき丸?, Keshimaru to Kakimaru, in Italia Pico e Paco)
Doppiati rispettivamente da: Yuriko Fuchizaki e Mīna Tominaga (ed. giapponese), Marcella Silvestri e Patrizia Salmoiraghi (ed. italiana)
Folletti messaggeri dei fiori, provenienti dalla Terra dei Fiori. Rispettivamente hanno il potere di cancellare e disegnare delle cose che rendono reali. Kakimaru viene a volte anche definito "pencil". Vengono scambiati per due gatti parlanti oppure per due tassi dalla protagonista nella prima puntata e nell'ultima puntata Carmelo, in preda alla fame, li scambia per conigli volanti. Paco è un po' scontroso, mentre Pico è più calmo e riflessivo.
Momoko Hanazono (花園 桃子?, Hanazono Momoko, in Italia Maura)
Doppiata da: Yuko Mita (ed. giapponese), Donatella Fanfani (ed. italiana)
Madre della protagonista. Gestisce con il marito il negozio di fiori Flower Shop. Giovanissima donna, a cui non sembra addirsi il ruolo di madre, risulta a volte leggermente immatura. Siccome da ragazzina sognava di diventare una disegnatrice, cerca di aiutare la figlia a realizzare i suoi sogni.
Ichiro Hanazono (花園 一郎?, Hanazono Ichirō, in Italia Maurizio)
Doppiato da: Yoshito Yasuhara (ed. giapponese), Guido Rutta (ed. italiana)
Padre della protagonista. Gestisce con la moglie il negozio di fiori Flower Shop. Amante dei fiori sin da giovane, possiede una profonda abilità come vivaista.
Dankichi Hanazono (花園 ダン吉?, Hanazono Dankichi, in Italia Cesare)
Doppiato da: Kei Tomiyama (ed. giapponese), Vittorio Bestoso (ed. italiana)
Nonno paterno della protagonista. Bizzarro e energico uomo nonostante la sua avanzata età, è spesso portato a scontrarsi col figlio per non aver seguito le sue orme come esploratore, ma si dimostra affettuoso con la nipotina e gentile con tutti i personaggi della serie.
Kyōhei Misawa (三沢 恭平?, Misawa Kyōhei, in Italia Roby)
Doppiato da: Yū Mizushima (ed. giapponese), Massimiliano Lotti (ed. italiana)
Commesso al negozio degli Hanazono. Timido e affascinante ragazzo, è sempre circondato da tante ragazze grazie anche al suo secondo lavoro come istruttore di deltaplano. Il suo amore per il volo sembra rispecchiare il suo carattere introspettivo e talvolta malinconico. Yumi e la madre lo vedono come l'uomo ideale.
Kenta Misawa (三沢 健太?, Misawa Kenta, in Italia Ciccio)
Doppiato da: Chika Sakamoto (ed. giapponese), Lisa Mazzotti (ed. italiana)
Fratello minore di Roby. Compagno di classe e miglior amico di Yumi, è un ragazzino generoso e sensibile. Leggermente geloso della bellezza e della bravura del fratello maggiore, non si perde d'animo nonostante sia un po' in carne.
Sig.ra Fukurokōji (袋小路 夫人?, Fukurokōji Fujin, in Italia Trudy)
Doppiata da: Hiroko Maruyama (ed. giapponese), Rossana Bassani (ed. italiana)
Signora importante in città, è grassa, ricca ed allergica ai fiori (si tratta di allergia che la fa starnutire, ma anche odio, perché tutto nasce dall'essere stata lasciata dal primo fidanzato, dopo che questi è stato punto sul naso da una vespa che svolazzava in un mazzo di fiori). Spesso si dimostra isterica, burbera e severa, specialmente con Sandy, ma ha comunque un cuore d'oro.
Saburo Kunimitsu (国光 三郎?, Kunimitsu Saburō, in Italia Carmelo)
Doppiato da: Shigeru Chiba (ed. giapponese), Pietro Ubaldi (ed. italiana)
Maggiordomo della sig.ra Fukurokōji. Fedele alla sua padrona, ma a volte si dimostra anche un po' sciocco e semplicione. In alcuni episodi si apprende che in gioventù era innamorato di Momoko, ma non ricambiato. Si lascia sfuggire qualche parola di troppo quando è ubriaco e sarebbe pronto a tradire la sig.ra Fukurokōji alla prima occasione, come si dimostra nell'ultimo episodio, quando vuole impossessarsi delle gocce argentate per venderle e vivere da nababbo.

## Anime

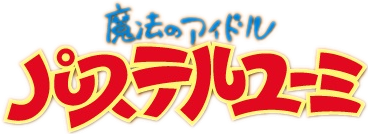
Logo originale della serie

L'anime, prodotto dallo Studio Pierrot, è composto da 25 episodi, andati in onda su Nippon Television dal 7 marzo al 29 agosto 1986. L'elemento più evidente che lo caratterizza, rispetto ai precedenti, è legato all'incapacità della protagonista di trasformarsi in una controparte magica adulta, e che rispetto a serie analoghe la permanenza dei poteri della protagonista rimane oltre il termine della storia. Gli episodi sono stati pubblicati prima in VHS e poi in DVD, mentre negli LD è stato incluso come bonus un piccolo videoclip musicale dal titolo Chapter True Love.
In Italia è stato acquistato da Mediaset ed è stato trasmesso su Italia 1 dal 26 gennaio al 23 marzo 1987 all'interno del contenitore I Cartonissimi (spin-off della trasmissione Bim Bum Bam). La serie ottenne un discreto successo, nonostante i temi apparentemente più innocui e leggeri affrontati. La versione italiana non presenta gravi censure. Solamente nella puntata 22 è stata tagliata nell'edizione italiana una scena in cui Sandy, ormai liceale, viene molestata sul tram da Carmelo, il maggiordomo della signora Trudy. L'edizione italiana è stata pesantemente localizzata cambiando tutti i nomi originali dei personaggi.  Yamato Video ne ha distribuito i DVD. Dal 9 gennaio 2023 viene trasmesso per la prima volta in versione rimasterizzata in 16:9 pillarbox e in alta definizione su Italia 1.

### Episodi
| Nº | Titolo italiano Giapponese 「Kanji」 - Rōmaji - Traduzione letterale                                                                 | In onda        | In onda          |
| Nº | Titolo italiano Giapponese 「Kanji」 - Rōmaji - Traduzione letterale                                                                 | Giapponese     | Italiano         |
| 1  | I due folletti 「街は魔法で花ざかり」 - Machi wa mahō de hanazakari – "La città fiorisce con la magia"                               | 7 marzo 1986   | 26 gennaio 1987  |
| 2  | L'allegra magia 「ステキな魔法の使い方」 - Suteki na mahō no tsukaikata – "Come usare la magia meravigliosa"                         | 14 marzo 1986  | 28 gennaio 1987  |
| 3  | Avventura che passione 「よろしく冒険ガール」 - Yoroshiku bōken gāru – "Piacere ragazza avventuriera"                                | 21 marzo 1986  | 30 gennaio 1987  |
| 4  | La mappa del tesoro 「おじいちゃん冒険旅行」 - Ojii-chan adobenchā – "L'avventura del nonno"                                         | 28 marzo 1986  | 2 febbraio 1987  |
| 5  | Aeroplanini di carta 「紙ヒコーキからの伝言」 - Kami hikōki kara no messēji – "Il messaggio da un aeroplano di carta"                | 4 aprile 1986  | 4 febbraio 1987  |
| 6  | Realtà e magia 「ふたりの袋小路さん」 - Futari no Fukurokōji-san – "Le due signore Fukurokōji"                                       | 11 aprile 1986 | 6 febbraio 1987  |
| 7  | Abbasso le diete 「涙のダイエット日記」 - Namida no daietto nikki – "Diario di dieta in lacrime"                                     | 18 aprile 1986 | 9 febbraio 1987  |
| 8  | La storia d'amore di mamma e papà 「もう一度ロマンス」 - Mō ichido romansu – "Ancora una volta romanticismo"                         | 25 aprile 1986 | 11 febbraio 1987 |
| 9  | La sfida in deltaplano 「とべ 愛の翼でスカイハイ」 - Tobe ai no tsubasa de sukaihai – "Vola in alto nel cielo con le ali dell'amore" | 2 maggio 1986  | 13 febbraio 1987 |
| 10 | Attenzione al fantasma 「いたずらオバケに御用心」 - Itazura obake ni goyōjin – "Attenzione al fantasma birichino"                    | 9 maggio 1986  | 16 febbraio 1987 |
| 11 | L'uccello dorato 「ふしぎ？黄金鳥伝説」 - Fushigi? Ōgonchō densetsu – "Meravigliosa? La leggenda dell'uccello dorato"                | 16 maggio 1986 | 18 febbraio 1987 |
| 12 | Essere una signora, che fatica! 「お嬢様はつらいよ」 - Ojō-sama wa tsurai yo – "Essere una signora è faticoso"                       | 23 maggio 1986 | 20 febbraio 1987 |
| 13 | Che ci pensi Cupido 「おまかせキューピット」 - Omakase Kyūpitto – "Lascia fare a Cupido"                                             | 30 maggio 1986 | 23 febbraio 1987 |
| 14 | Paco scompare nei ricordi 「想い出に消えたかき丸」 - Omoide ni kieta Kakimaru – "Kakimaru scompare nei ricordi"                      | 6 giugno 1986  | 25 febbraio 1987 |
| 15 | Il concerto fatato 「妖精がくれた音楽会」 - Yōsei ga kureta ongakkai – "Il concerto tenuto dalle fate"                               | 13 giugno 1986 | 27 febbraio 1987 |
| 16 | La violetta simbolo d'amore 「すみれ色の初恋」 - Sumire-iro no hatsukoi – "La violetta simbolo d'amore"                              | 20 giugno 1986 | 2 marzo 1987     |
| 17 | Brandy di rose 「ユーミちゃん気をつけて」 - Yūmi-chan kiwotsukete – "Fai attenzione Yumi"                                            | 27 giugno 1986 | 4 marzo 1987     |
| 18 | Prima che suoni la campana 「発車ベルが鳴るまで」 - Hassha beru ga naru made – "Prima che suoni la campana di partenza"              | 4 luglio 1986  | 6 marzo 1987     |
| 19 | Il compleanno di Roby 「花ビラのステップ」 - Hanabira no suteppu – "Passaggio di petali di fiori"                                    | 11 luglio 1986 | 9 marzo 1987     |
| 20 | La signora e i fiori 「花を愛してみませんか？」 - Hana wo itoshite mimasenka? – "Perché non prova ad amare i fiori?"                 | 18 luglio 1986 | 11 marzo 1987    |
| 21 | Vola, vola 「はばたけ空へ 風をうけて」 - Habatake sora e kaze wo ukete – "Vola verso il cielo, prendi il vento"                      | 25 luglio 1986 | 13 marzo 1987    |
| 22 | Che cos'è l'amore? 「恋のミスキャスト」 - Koi no misukyasuto – "Ruolo fallito d'amore"                                               | 1º agosto 1986 | 16 marzo 1987    |
| 23 | Litigio in famiglia 「家出したお父さん」 - Iedeshita otō-san – "Papà va via di casa"                                                 | 8 agosto 1986  | 18 marzo 1987    |
| 24 | Addio città dei fiori 「さよならフラワータウン」 - Sayonara furawātaun – "Addio città dei fiori"                                     | 15 agosto 1986 | 20 marzo 1987    |
| 25 | Un ricordo 「忘れないでメモリー」 - Wasurenaide memorī – "Memoria indimenticabile"                                                   | 22 agosto 1986 | 23 marzo 1987    |

### Colonna sonora
La sigla italiana, scritta da Alessandra Valeri Manera con la musica di Giordano Bruno Martelli ed interpretata da Cristina D'Avena, presenta un arrangiamento completamente diverso dalle originali e viene usata sia in apertura che in chiusura.
Sigla di apertura
- Kin no ribon de Rock shite (金のリボンでＲｏｃｋして?), di Mariko Shiga

Sigla di chiusura
- Freesia no shōnen (フリージアの少年?), di Mariko Shiga

Sigla di apertura e di chiusura italiana
- Sandy dai mille colori, di Cristina D'Avena

Canzoni
- Aozora pastel canvas (青空パステル・キャンバス?), di Mariko Shiga
- Stop! Usotsuki shōnen (ストップ！うそつき少年?), di Mīna Tominaga

## Manga
In contemporanea alla trasmissione dell'anime, nel 1986, è stato pubblicato in Giappone sulla rivista Ciao un adattamento manga in due tankōbon editi dalla Shogakukan, scritto e disegnato da Kiyoko Arai.
In Italia non è mai arrivato, ma sulla rivista Corriere dei Piccoli sono usciti dei fotogrammi dell'anime a cui sono stati aggiunti i fumetti che riportano i dialoghi. Il discreto successo della serie ha permesso, inoltre, la pubblicazione di un album di figurine Panini.

### Volumi
| Nº | Data di prima pubblicazione | Data di prima pubblicazione | Data di prima pubblicazione |
| Nº | Giapponese                  | Giapponese                  |                             |
| -- | --------------------------- | --------------------------- | --------------------------- |
| 1  | 20 settembre 1986           | ISBN 4-09-132361-8          |                             |
| 2  | 20 dicembre 1986            | ISBN 4-09-132362-6          |                             |

## OAV
Pastel Yumi compare in Majocco Club: Alien X - Terrore dalla dimensione A (魔女っ子クラブ４人組 Ａ空間からのエイリアンＸ?), un team-up del 1987 in cui sono presenti anche le altre tre eroine della Pierrot (Creamy, Evelyn e Emi).

## Trasmissioni e adattamenti nel mondo
L'anime è stato trasmesso, oltre che in Giappone e in Italia, anche in diversi Paesi in tutto il mondo. In Francia e in Spagna è stata trasmessa la stessa edizione mandata in onda in Italia, poiché le reti televisive La Cinq e Telecinco sono di proprietà di Fininvest; la sigla utilizzata da entrambe ha come base quella italiana, ma il testo tradotto ed è cantata da Claude Lombard per la prima e da Soledad Pilas Santos per la seconda.
| Stato         | Canale/i televisivo | Data prima TV                 | Titolo                               |
| ------------- | ------------------- | ----------------------------- | ------------------------------------ |
| Corea del Sud | KBS 2TV             | 6 gennaio 1987                | Kkochnara yosulbong (꽃나라 요술봉?) |
| Francia       | La Cinq             | 5 settembre - 31 ottobre 1988 | Susy aux fleurs magiques             |
| Spagna        | Telecinco           | 10 agosto 1991                | Sandy                                |
| Taiwan        | TTV                 | 19 giugno – 14 dicembre 1987  |                                      |